# أندري فيتيسوف
أندري فيتيسوف (بالروسية: Фетисов, Андрей Сергеевич) مواليد 19 يناير 1972 في نوفوكوزنتسك، هو لاعب كرة سلة روسي. بدأ مسيرته الاحترافية في سنة 1992. تم اختياره من قبل فريق بوسطن سيلتكس خلال الدرافت. مثّل منتخب بلاده. شارك في دورة الألعاب الأولمبية الصيفية سنة 2000. اعتزل اللعب في 2007.

## المسيرة الاحترافية
لعب مع نادي بلد الوليد لكرة السلة في الدوري الإسباني من سنة 1993 إلى 1996، ثم لعب مع نادي برشلونة لكرة السلة في سنة 1996، ثم لعب مع نادي دينامو موسكو لكرة السلة في موسم 1996–1997، ثم لعب مع نادي أفتودور ساراتوف لكرة السلة في موسم 1998–1999، ثم لعب مع نادي سسكا موسكو لكرة السلة في الدوري الروسي في موسم 2000–2001.

## روابط خارجية
- أندري فيتيسوف على موقع الاتحاد الدولي لكرة السلة (الإنجليزية)
- أندري فيتيسوف على موقع سبورتس رفرنس (الإنجليزية)
- أندري فيتيسوف على موقع الدوري الإسباني لكرة السلة (الإسبانية)
- أندري فيتيسوف على موقع كرة السلة الأوروبية.كوم (الإنجليزية)
- أندري فيتيسوف على موقع ريلجم (الإنجليزية)
- أندري فيتيسوف على موقع بروبوليرز (الإنجليزية)
- أندري فيتيسوف على موقع سبورتس رفرنس (الإنجليزية)
- أندري فيتيسوف على موقع أوليمبيديا (الإنجليزية)